# Megastylus hirticornis
Megastylus hirticornis är en stekelart som beskrevs av Gabriel Strobl 1904. Megastylus hirticornis ingår i släktet Megastylus och familjen brokparasitsteklar. Inga underarter finns listade i Catalogue of Life.